# Zrínyi Miklós-díj

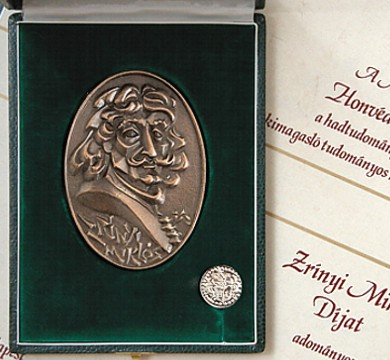
Zrínyi Miklós-díj

A Zrínyi Miklós-díj honvédelmi miniszteri rendelettel 1992-ben alapított állami elismerés.

## A díj odaítélése
A Zrínyi Miklós-díjat a honvédelmi miniszter a honvédség érdekében kifejtett kiemelkedő tudományos kutatói, tudományszervezői, műszaki fejlesztési tevékenység és a jelentős alkotói munka elismerésére adományozza évente, november 3-án, a Magyar Tudomány Napján.
A díjazottak jogosultak a „Zrínyi Miklós-díjas” cím használatára és az erre utaló miniatűr jelvény viselésére. (Ha a díj odaítélése és átadása közötti időben a kitüntetendő személy elhalálozik, a plakettet, az oklevelet és a díjjal járó pénzjutalmat házastársa vagy leszármazottja veheti át.)
A honvédelmi miniszter által alapítható és adományozható elismerésekről szóló mindenkori rendelet az összes díj éves kontingensét úgy határozza meg, hogy Zrínyi Miklós-díjban évente gyakorlatilag 1-3 fő részesülhet.

## A díjak leírása és viselése
A díjakkal oklevél, plakett és anyagi elismerés jár. A pénzjutalom összege a Kossuth-díjjal járó pénzjutalom mindenkori összegének 20%-a.
- Plakett, álló ovális alakú, rajta a névadó arcmása és neve. Anyaga bronz, mérete 70 × 100 mm (alkotója ifj. Szlávics László).
- Kitűzője kerek, rajta a díjat megjelenítő motívumokkal, mérete 20 mm.

A miniatűr jelvényt a szolgálati, köznapi és ünnepi öltözet esetén a zubbony jobb oldalán, a zsebtakaró felett kell viselni.

## Díjazottak
- 1993 – Dr. Kalló Péter mérnök ezredes
- 1993 – Dr. Kőszegvári Tibor nyá. vezérőrnagy
- 1994 – Dr. Lánszki János nyá. ezredes
- 1994 – Dr. Simon Sándor nyá. altábornagy
- 1995 – Dr. Szabó Miklós vezérőrnagy
- 1995 – Dr. Vasvári Vilmos nyá. ezredes
- 1996 – Dr. Ács Tibor nyá. ezredes
- 1996 – Dr. Janza Károly vezérőrnagy
- 1996 – HM Haditechnikai Intézet munkacsoportja (Árpád automata tűzvezető rendszer)
- 1997 – Dr. Zachar József ezredes
- 1998 – Dr. Nagy Tibor ezredes
- 1998 – Dr. Szabó József nyá. vezérőrnagy
- 1999 – Dr. Ungvár Gyula nyá. mérnök vezérőrnagy
- 2000 – Dr. Hermann Róbert hadtörténész
- 2001 – Dr. Szakály Sándor hadtörténész
- 2001 – Dr. Szilágyi Tivadar ezredes
- 2002 – Ráth Tamás nyá. ezredes
- 2003 – Dr. Horváth János mérnök ezredes
- 2003 – Dr. Sándor Vilmos határőr ezredes
- 2003 – Siposné dr. Kecskeméthy Klára ezredes
- 2004 – Dr. Benke Gyula ezredes
- 2004 – Dr. Lugosi József ezredes
- 2004 – Dr. Svéd László orvos vezérőrnagy
- 2005 – Dr. Bodrogi László nyá. ezredes
- 2005 – Dr. Móricz Lajos nyá. ezredes
- 2008 – Gunther Ferenc
- 2009 – dr. Holló József nyugállományú altábornagy
- 2009 – prof. dr. Szabó János

- 2016 – dr. Padányi József dandártábornok

## Külső hivatkozás
- 27/2002. (IV. 17.) HM rendelet a honvédelmi miniszter által alapítható és adományozható elismerésekről[halott link]